# 21782 Davemcdonald
21782 Davemcdonald este un asteroid din centura principală de asteroizi.

## Descriere
21782 Davemcdonald este un asteroid din centura principală de asteroizi. A fost descoperit pe 8 septembrie 1999 la Stația Anderson Mesa în cadrul programului LONEOS. Asteroidul prezintă o orbită caracterizată de o semiaxă mare de 2,35 ua, o excentricitate de 0,15 și o înclinație de 5,3° în raport cu ecliptica.